# Instrumentos internacionales de derechos humanos
Los instrumentos internacionales de derechos humanos son los tratados y otros textos internacionales que sirven como fuentes legales para el derecho internacional de los derechos humanos y la protección de los derechos humanos en general. Existen muchos tipos diferentes, pero la mayoría se pueden clasificar en dos grandes categorías: declaraciones, adoptadas por organismos como la Asamblea General de las Naciones Unidas, que son por naturaleza declarativas, por lo que no son jurídicamente vinculantes, aunque pueden ser políticamente autorizadas y ley blanda muy respetada, y a menudo expresan principios rectores; y las convenciones que son tratados multipartidistas que están diseñados para ser legalmente vinculantes, generalmente incluyen un lenguaje prescriptivo y muy específico, y generalmente se concluyen mediante un largo procedimiento que con frecuencia requiere la ratificación de la legislatura de cada estado. Menos conocidas son algunas "recomendaciones" que son similares a las convenciones de ser acordadas multilateralmente, pero que no pueden ser ratificadas y sirven para establecer estándares comunes. También puede haber pautas administrativas acordadas multilateralmente por los estados, así como los estatutos de los tribunales u otras instituciones. Una prescripción o principio específico de cualquiera de estos diversos instrumentos internacionales puede, con el tiempo, alcanzar el estatus de derecho internacional consuetudinario, ya sea que lo acepte específicamente un estado o no, solo porque está bien reconocido y seguido durante un tiempo suficientemente largo. 
Los instrumentos internacionales de derechos humanos pueden dividirse aún más en instrumentos globales, de los cuales cualquier estado del mundo puede ser parte, e instrumentos regionales, que están restringidos a los estados de una región particular del mundo. 
La mayoría de las convenciones y recomendaciones (pero pocas declaraciones) establecen mecanismos para monitorear y establecer organismos para supervisar su implementación. En algunos casos, estos organismos pueden tener relativamente poca autoridad política o medios legales, y pueden ser ignorados por los Estados miembros; en otros casos, estos mecanismos tienen organismos con gran autoridad política y sus decisiones casi siempre se implementan. Un buen ejemplo de esto último es el Tribunal Europeo de Derechos Humanos. 
Los mecanismos de monitoreo también varían en cuanto al grado de acceso individual para exponer casos de abuso y reclamar remedios. En virtud de algunos convenios o recomendaciones – por ejemplo, el Convenio Europeo de Derechos Humanos – se permite a las personas o estados, bajo ciertas condiciones, llevar casos individuales a un tribunal de pleno derecho a nivel internacional. A veces, esto se puede hacer en los tribunales nacionales debido a la jurisdicción universal. 
La Declaración Universal de Derechos Humanos, el Pacto Internacional de Derechos Civiles y Políticos, y el Pacto Internacional de Derechos Económicos, Sociales y Culturales, junto con otros instrumentos internacionales de derechos humanos, a veces se denominan la declaración internacional de derechos. El ACNUDH identifica los instrumentos internacionales de derechos humanos y la mayoría se hace referencia en el sitio web del ACNUDH. 

## Declaraciones

### Global
- Declaración de los Derechos del Niño 1922
- Declaración Universal de Derechos Humanos ( ONU, 1948)
- Declaración sobre los derechos de las personas con discapacidad ( ONU, 1975)
- Declaración sobre el derecho al desarrollo ( ONU, 1986)
- Declaración y Programa de Acción de Viena ( Conferencia Mundial de Derechos Humanos, 1993)
- Declaración de obligaciones y responsabilidades humanas ( UNESCO, 1998)
- Declaración Universal sobre la Diversidad Cultural ( UNESCO, 2001)
- Declaración sobre los derechos de los pueblos indígenas ( ONU, 2007)
- Declaración de la ONU sobre orientación sexual e identidad de género ( ONU, 2008)

### Regional: América
- Declaración Americana de los Derechos y Deberes del Hombre ( OEA, 1948)

### Regional: Asia
- Declaración de Derechos Humanos de la ASEAN ( ASEAN, 2009)

### Regional: Medio Oriente
- Declaración de El Cairo de los Derechos Humanos en el Islam ( OIC, 1990)

## Convenciones

### Global
Según el ACNUDH, hay 9 instrumentos internacionales fundamentales de derechos humanos y varios protocolos opcionales. Los instrumentos principales son: 
- Convención sobre la eliminación de todas las formas de discriminación racial (ICERD, 21 de diciembre de 1965)
- Pacto Internacional de Derechos Civiles y Políticos (PIDCP, 16 de diciembre de 1966)
- Pacto Internacional de Derechos Económicos, Sociales y Culturales (PIDESC, 16 de diciembre de 1966)
- Convención sobre la eliminación de todas las formas de discriminación contra la mujer (CEDAW, 18 de diciembre de 1979)
- Convención contra la tortura y otros tratos o penas crueles, inhumanos o degradantes (CAT, 10 de diciembre de 1984)
- Convención sobre los Derechos del Niño (CDN, 20 de noviembre de 1989)
- Convención internacional sobre la protección de los derechos de todos los trabajadores migratorios y de sus familiares (ICMW, 18 de diciembre de 1990)
- Convención internacional para la protección de todas las personas contra las desapariciones forzadas (CPED, 20 de diciembre de 2006)
- Convención sobre los derechos de las personas con discapacidad (CDPD, 13 de diciembre de 2006)

Existen varios instrumentos más de derechos humanos. Algunos ejemplos: 
- Convención internacional sobre la represión y el castigo del crimen de apartheid (ICSPCA)
- Convención sobre el Estatuto de los Refugiados y Protocolo sobre el Estatuto de los Refugiados
- Convención sobre la reducción de la apatridia
- Convención sobre Prevención y Castigo del Delito de Genocidio
- Convenio sobre pueblos indígenas y tribales, 1989 (OIT 169)

### Regional: África
- Carta Africana de Derechos Humanos y de los Pueblos (junio de 1981)
- Carta Africana sobre los Derechos y el Bienestar del Niño (1990)
- Protocolo de Maputo (11 de julio de 2003)

### Regional: América
- Convención Americana sobre Derechos Humanos
- Convención Interamericana para Prevenir y Sancionar la Tortura
- Convención Interamericana sobre Desaparición Forzada de Personas
- Convención Interamericana para Prevenir, Sancionar y Erradicar la Violencia contra la Mujer
- Convención Interamericana para la Eliminación de Todas las Formas de Discriminación contra las Personas con Discapacidad

### Regional: Europa
- Carta de los Derechos Fundamentales de la Unión Europea
- Convención sobre la acción contra la trata de seres humanos
- Convenio europeo de nacionalidad
- Carta europea de las lenguas regionales o minoritarias (ECRML)
- Convenio Europeo de Derechos Humanos (CEDH)
- Convenio europeo para la prevención de la tortura y los tratos o penas inhumanos o degradantes (CPT)
- Carta Social Europea (ESC) y Carta Social Revisada
- Convenio marco para la protección de las minorías nacionales (FCNM)

### Regional: Medio Oriente
- Carta Árabe de Derechos Humanos (CADH) (22 de mayo de 2004)